# Condado de Bartoszyce
Nota linguística: Não confundir hrabstwo (condado) com powiat (divisão administrativa)..
Bartoszyce (polaco: powiat bartoszycki) é um powiat (condado) da Polónia, na voivodia de Vármia-Masúria. A sede do condado é a cidade de Bartoszyce. Estende-se por uma área de 1308,54 km², com 61 687 habitantes, segundo os censos de 2005, com uma densidade 47,14 hab/km².

## Divisões admistrativas
O condado possui:
Comunas urbanas: Bartoszyce, Górowo Iławeckie
Comunas urbana-rurais: Bisztynek, Sępopol
Comunas rurais: Bartoszyce, Górowo Iławeckie
Cidades: Bartoszyce, Górowo Iławeckie, Bisztynek, Sępopol

## Demografia
População (dados de 30 de Junho de 2005):
|          | Total   | Total | Mulheres | Mulheres | Homens  | Homens |
| -------- | ------- | ----- | -------- | -------- | ------- | ------ |
|          | pessoas | %     | pessoas  | %        | pessoas | %      |
| Total    | 61 687  | 100   | 31 589   | 51,2     | 30 098  | 48,8   |
| Cidades  | 34 698  | 100   | 18 152   | 52,3     | 16 546  | 47,7   |
| Povoados | 26 989  | 100   | 13 437   | 49,8     | 13 552  | 50,2   |